# GARNET CROW livescope 2010 〜THE BEST TOUR〜
『GARNET CROW livescope 2010 〜THE BEST TOUR〜』（ガーネット クロウ ライブスコープ にせんじゅう ザ ベスト ツアー）はGARNET CROWの7枚目のライブDVDである。2010年8月4日発売。発売元はGIZA studio。

## 解説
- 2010年2月27日東京国際フォーラム ホールAの初日公演を皮切りに、全国7カ所で行われたライブツアーの模様を収録。
- 同日発売のアルバム『All Lovers』との連動応募特典がある。
- 購入者には新曲着うたがダウンロードできるカードが封入されている。
- 数は少ないが、GARNET CROWメンバー直筆サイン入り盤面が存在する。
- 発売直後のオリコンデイリーチャート1位（音楽類）、週間チャート2位（音楽類）、週間チャート5位（総合類）を記録。

## 収録内容

### Disc 1
1. 涙のイエスタデー
2. Mysterious Eyes
3. 夏の幻
4. As the Dew
5. 夕立の庭
6. 千以上の言葉を並べても...
7. Jewel Fish
8. 夢のひとつ
9. 風とRAINBOW
10. wish★
11. Clockwork
12. Crier Girl & Crier Boy 〜ice cold sky〜
13. Timeless Sleep

### Disc 2
1. 夢みたあとで
2. Holy ground
3. call my name
4. 世界はまわると言うけれど
5. 二人のロケット
6. 雨上がりのBlue
7. 君の思い描いた夢 集メル HEAVEN
8. 今宵エデンの片隅で

〜Encore〜
1. 「さよなら」とたった一言で...
2. Over Drive
3. 僕らだけの未来
4. スパイラル